# Jammu và Kashmir (lãnh thổ liên bang)
Jammu và Kashmir là một khu vực do Ấn Độ quản lý với vị thế là một lãnh thổ liên bang, gồm phần phía nam của vùng Kashmir bị tranh chấp giữa Ấn Độ và Pakistan từ năm 1947, và giữa Ấn Độ và Trung Quốc từ năm 1962. Khu vực Jammu và Kashmir được chia tách với các lãnh thổ khác của Kashmir do Pakistan kiểm soát qua đường kiểm soát, lần lượt là Azad Kashmir và Gilgit-Baltistan về phía tây và phía bắc. Lãnh thổ này nằm về phía bắc của các bang Himachal Pradesh và Punjab 
của Ấn Độ, và phía tây của Ladakh, một lãnh thổ liên bang của Ấn Độ cũng thuộc vùng tranh chấp Kashmir.
Đạo luật về việc thành lập lãnh thổ liên bang Jammu và Kashmir được lưỡng viện Quốc hội Ấn Độ thông qua vào tháng 8 năm 2019. Bang Jammu và Kashmir bị chia thành hai lãnh thổ liên bang là 'Jammu và Kashmir' và 'Ladakh', có hiệu lực từ 31 tháng 10 năm 2019. Jammu và Kashmir là lãnh thổ liên bang lớn thứ nhì (sau Ladakh) và đông dân thứ nhì (sau Delhi) của Ấn Độ.

## Lịch sử
Bang Jammu và Kashmir trước đó có vị thế đặc biệt theo Điều 370 Hiến pháp Ấn Độ. Khác với các bang khác, Jammu và Kashmir có hiến pháp, hiệu kỳ và được tự trị hành chính. Các công dân Ấn Độ từ các bang khác không được phép mua đất hoặc tài sản tại Jammu và Kashmir.
Jammu và Kashmir gồm có ba khu vực riêng biệt: Jammu có người Ấn Độ giáo chiếm đa số, thung lũng Kashmir do người Hồi giáo chiếm đa số còn Ladakh có nhiều cư dân là tín đồ Phật giáo. Bất ổn và bạo lực luôn dai dẳng tại thung lũng Kashmir, và sau tranh chấp trong một cuộc bầu cử cấp bang vào năm 1987, bùng phát một cuộc nổi dậy kéo dài nhằm kháng nghị về quyền tự trị và các quyền lợi.
Đảng Bharatiya Janata (BJP) lên nắm quyền trong tổng tuyển cử năm 2014, và trong tuyên ngôn tuyển cử 2019 của họ có việc thu hồi Điều 370 của Hiến pháp Ấn Độ, nhằm để Jammu và Kashmir có vị thế ngang với các bang khác.
Một nghị quyết về bãi bỏ Điều 370 được lưỡng viện Quốc hội Ấn Độ thông qua vào tháng 8 năm 2019. Đồng thời, một đạo luật tái tổ chức cũng được thông qua, theo đó sẽ phân bang này thành hai lãnh thổ liên bang, Jammu và Kashmir và Ladakh. Việc tái tổ chức này có hiệu lực từ ngày 31 tháng 10 năm 2019.

## Địa lý

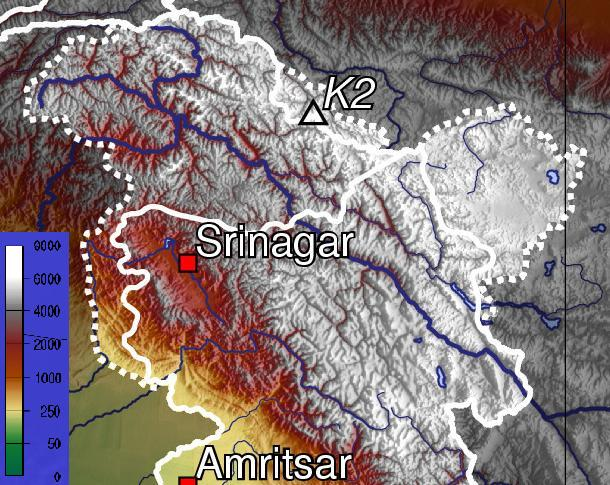
Bản đồ địa hình khu vực tranh chấp Kashmir.

Jammu và Kashmir có một số thung lũng như thung lũng Kashmir, thung lũng Tawi, thung lũng Chenab, thung lũng Poonch, thung lũng Sind và thung lũng Lidder. Thung lũng Kashmir rộng 100 km và có diện tích 15520,3 km2. Dãy Himalaya phân chia thung lũng Kashmir với cao nguyên Thanh Tạng, còn dãy Pir Panjal bao quanh thung lùng ở phía tây và nam và tách biệt nó với vùng đồng bàng lớn ở miền bắc của Ấn Độ. Dọc theo sườn đông bắc của thung lũng là rặng chính của Himalaya. Thung lũng này có độ cao trung bình 1.850 m trên mực nước biển, song dãy Pir Panjal kế bên có độ cao trung bình là khoảng 3.000 m. Sông Jhelum là sông chính của vùng Himalaya chảy qua thung lũng Kashmir. Các sông Tawi, Ravi và Chenab là các sông lớn chảy qua khu vực Jammu.

## Hành chính

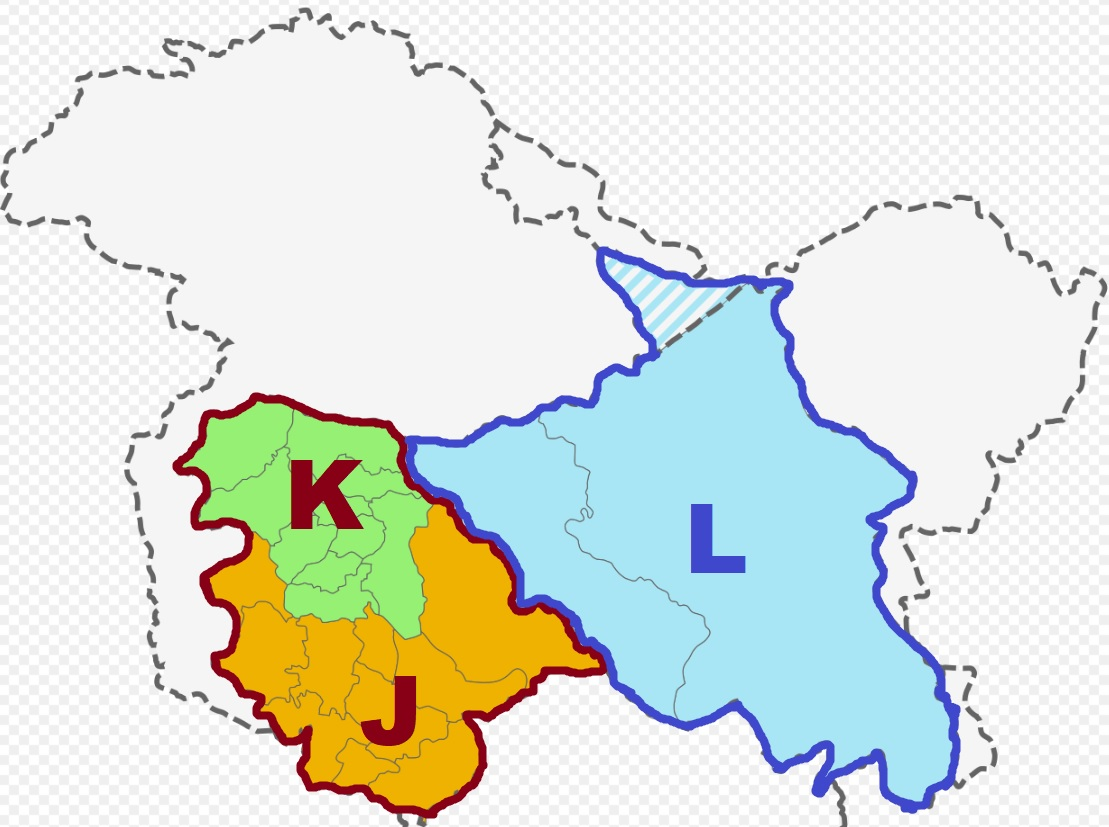
Lãnh thổ liên bang Jammu và Kashmir (J và K) trong đường màu cam. Lãnh thổ liên bang Ladakh (L) trong đường màu lam.

Lãnh thổ liên bang Jammu và Kashmir gồm có hai phân vùng: Jammu và Kashmir, và được chia tiếp thành 20 huyện.
| Phân vùng | Tên gọi             | Trụ sở       | Diện tích (km²) |
| --------- | ------------------- | ------------ | --------------- |
| Jammu     | Kathua              | Kathua       | 2.651           |
| Jammu     | Jammu               | Jammu        | 3.097           |
| Jammu     | Samba               | Samba, Jammu | 904             |
| Jammu     | Udhampur            | Udhampur     | 4.550           |
| Jammu     | Reasi               | Reasi        | 1,719           |
| Jammu     | Rajauri             | Rajauri      | 2.630           |
| Jammu     | Poonch              | Poonch       | 1.674           |
| Jammu     | Doda                | Doda         | 11.691          |
| Jammu     | Ramban              | Ramban       | 1.329           |
| Jammu     | Kishtwar            | Kishtwar     | 1.644           |
| Jammu     | Tổng cộng phân vùng | Jammu        | 26.293          |
| Kashmir   | Anantnag            | Anantnag     | 3.984           |
| Kashmir   | Kulgam              | Kulgam       | 1.067           |
| Kashmir   | Pulwama             | Pulwama      | 1.398           |
| Kashmir   | Shopian             | Shupiyan     | 612,87          |
| Kashmir   | Budgam              | Badgam       | 1.371           |
| Kashmir   | Srinagar            | Srinagar     | 2.228           |
| Kashmir   | Ganderbal           | Ganderbal    | 259             |
| Kashmir   | Bandipora           | Bandipore    | 398             |
| Kashmir   | Baramulla           | Baramula     | 4.588           |
| Kashmir   | Kupwara             | Kupwara      | 2.379           |
| Kashmir   | Tổng cộng phân vùng | Srinagar     | 15.948          |